# Mkhitarishen
Mkhitarishen (in armeno Մխիթարիշեն ?) o Mukhtar (in azero Muxtar) è una piccola comunità rurale del distretto di Xocalı in Azerbaigian, facente parte fino al 2023 della regione di Askeran nella repubblica di Artsakh (fino al 2017 denominata repubblica del Nagorno Karabakh).
Conta poco meno di cento abitanti e sorge quasi ai piedi della città di Shushi, in una verde area collinare lungo la sponda destra del fiume Karkar.